# Calocère cornue
Calocera cornea
Espèce
La Calocère cornue ou Calocère cornée (Calocera cornea) est une espèce de champignons gélatineux d'apparence jaune, ornés de petites cornes.

## Description
Le champignon est assez commun et pousse sur des bois morts de feuillus (de préférence hêtre) et plus rarement sur des conifères.
La calocère cornée a la forme de petites pointes gélatineuses simples. Un peu collante par temps humide, elle est de couleur jaune (jeune) à orangé safran (plus vieux) alors que sa sporée est blanche. Ce champignon pousse en été et en automne. Haut de 0,5 à 2 cm pour 1 millimètre d'épaisseur à la base, droit, cylindrique s'amenuisant en pointes vers le haut, généralement non ramifiée mais souvent issue d'une base commun. Sa chair est glabre, visqueuse et élastique.
Parmi les espèces proches se trouvent Calocera glossoides, Calocera pallidospathulata et surtout la calocère visqueuse qui est plus grande et dont les pointes sont ramifiées,. Les clavaires poussent au niveau du sol.

## Comestibilité
Ce champignon n'a pas la réputation d'être toxique ou vénéneux bien qu'il soit classé comme non comestible.